# Микульський Віталій Іванович
Віта́лій Іва́нович Мику́льський (нар. 12.11.1938 р. у м. Підвисоке Кировоградської обл.) — український письменник, полковник, Голова Української Асоціації письменників Західного регіону, Президент військово-патріотичного клубу творчих зустрічей «Голос», лауреат літературної премії «Гілка золотого каштана»(2001 р.) Української Асоціації письменників художньо-соціальної літератури за книгу «Сектор № 3. Офіцери».

## Життєпис
1955 року закінчив житомирську середню школу № 23 і вступив до Житомирського сільськогосподарського інституту, який закінчив у 1960 році. Впродовж двох років працював агрономом на Поліссі. Пізніше — служба в армії. Після закінчення військової академії хімічного захисту (1971) служив в Україні та за її межами. Завершив службу в чині полковника.
З молодих років він цікавився художньою літературою і сам брався за перо. Його твори друкувались у періодичній пресі. Переважали військово-патріотичні теми. У 1994 році вийшла збірка поезій «Мій дух не погасне». У поетичній збірці «Чорнобиль»(1996) автор показує життя таким, яким воно є насправді. Як велике горе України, змальовує чорнобильську трагедію.
1998 року балотувався до Верховної Ради України 3-го скликання від Партії захисників Вітчизни.
У книзі «Сектор № 3. Офіцери» (1996) йдеться про офіцерів, які першими вступили на ліквідацію наслідків Чорнобильської катастрофи і поклали свої життя та здоров'я, щоб урятувати сотні тисяч людей. Зокрема у книзі йдеться про офіцерів, які працювали на найнебезпечнійших маршрутах під час ліквідації аварії на ЧАЕС: про офіцерів Жукова В. О., Шацьких О. С., Мастикаша І. О., Озеряна Г. П. та інших.
2005 року вийшла його книга «Ліквідатори» також про героїв-чорнобильців, які поклали свої життя задля збереження майбутніх поколінь". Після розпаду СРСР виступав зі статтями, спогадами, оповіданнями, героями яких були прост і люди — офіцери, солдати, що проявили себе у важких випробуваннях під час ліквідації Чорнобильської катастрофи.
Вважається засновником напрямку мемуарной літератури про Чорнобиль.